# Мерёвское озеро
Мерёвское озеро (Меревское) — расположено в Лужском районе Ленинградской области, в 10 км восточнее города Луга. Водоём имеет длину порядка 4,85 км, а ширину до 750—800 м.
Площадь поверхности — 2,2 км². Площадь водосборного бассейна — 266 км².
Озеро Мерёвское соединяется с соседним Поддубским рекой Троицкой. Из него также вытекает небольшая речка Переволока, приток реки Луги. Максимальные глубины достигают 5—6 метров.

## Ихтиофауна
Озеро достаточно богатой рыбой. Здесь можно встретить такие виды как лещ, щука, плотва, уклейка, окунь, язь, налим.

## История
На берегах озера найдены две неолитические стоянки. Стоянка на северном берегу обнаружена в 1950 году астрономом Николаем Александровичем Козыревым. Вторая стоянка найдена в 1983 году на юго-восточном берегу. Среди археологических памятников — древние курганы и жальничный могильник с овальными и прямоугольными оградками, сложенными из камней.
Земли вдоль рек Луги и Оредеж были освоены славянами ещё в VII—VIII века. Севернее находились земли финских племен Водь и Ижора. Деревни, расположенные на берегу озера, упоминаются в писцовой книге Водской пятины 1500 года. В XIX веке они принадлежали помещикам Саблиным, Лялиным, Рындиным, Пурлевским, Потехиным. В 1870-х годах временнообязанные крестьяне деревни выкупили большинство земельных наделов и стали собственниками земли.

## Хозяйственное освоение
На берегу озера сегодня расположены сёла Бетково, Мерёво, Заполье, Келло, несколько туристических баз и домов отдыха. На озера развита рыбалка и другие рекреационные активности.